# František Višváder

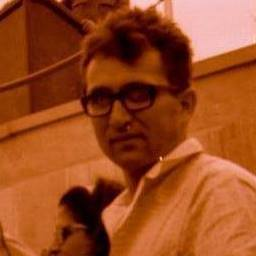
František Višváder, 1967

František Višváder (* 22. Oktober 1934 in Dimburk, Tschechoslowakei; † 14. Juli 2024 in Malacky, Slowakei) war ein slowakischer Schriftsteller, Historiker und Journalist.

## Leben
František Višváder ist als Zweitgeborener in ärmlichen Verhältnissen aufgewachsen, seine Eltern waren der Tagelöhner Vater Matúš Višváder (1903–1988 Suchohrad) und die Mutter Stefania Višváderová geb. Chrupková (1908–1988 Suchohrad). Bruder Ján Višváder ((* 1927 Suchohrad) später auch Journalist).
Während seiner Gymnasialzeit veröffentlichte er schon ein kleines Blatt mit dem Namen Naše slovo (Unser Wort). Sein Abitur legte er in Malacky ab, doch der Gang auf eine journalistische Fakultät wäre ihm fast verwehrt geblieben. Nach seiner Matura war er auf der Philosophischen Fakultät der Comenius-Universität in Bratislava. 1955 gründete er die Universitätszeitung Naša univerzita (deutsch: Unsere Universität), die bis heute besteht. Nach dem Abschluss 1957 arbeitete er für die Tageszeitung Pravda. Im selben Jahr heiratete er die Sekretärin Lydia. Kurz nach seiner Auslandskorrespondenz 1958 auf Kuba wurde sein Sohn Vladimir geboren, fünf Jahre später seine Tochter Jana. 1968 gehörte er zu den Spitzenjournalisten des Landes, doch nach dem Prager Frühling kam die sogenannte Normalisation. Er wurde aus der Gesellschaft ausgeschlossen und durfte nichts mehr veröffentlichen. Er publizierte unter verschiedenen Pseudonymen, um die Familie zu ernähren, und begann mit dem Unterrichten an der Philosophischen Fakultät der Comenius-Universität in Bratislava. 1989 wurde er rehabilitiert und war Dekan bis zu seiner Rente 1996. Danach besuchte er die Universität bis 2005 als Gastdozent. 1999 zog er mit seiner Frau nach Malacky, wo er weiterhin an neuen Werken arbeitete. 2011 bekam er die Ehrenbürger-Auszeichnung von Suchohrad.
Nach langer schwerer Krankheit starb er am 14. Juli 2024 im Alter von 89 Jahren in Malacky.

## Historická revue
1989 gründete er Historická revue die einzige slowakische Zeitschrift über Geschichte und Archäologie. Die Redaktionssitz war in Bratislava Riazanska 71 im Schweißer Forschungs Institut (Výskumný Ústav zváračský, VÚZ) Sie beinhaltete 40 Seiten in Bild und Schrift (schwarzweiß abgesehen vom farbigen Cover) und erschien zehnmal im Jahr. 1996, mit der Entscheidung in Rente zu gehen, verkaufte er sie.
Mit der Gründung der Zeitschrift gründete er auch den Verlag KLEIO, in dem sie dann erschiene (KLEIO ist abgeleitet von der griechischen Muse der Geschichtsschreibung Klio) Der Verlag verblieb bis zur Auflösung 1998 in seinem Besitz.

## Werke
- Tiene storočia (deutsch: Schatten des Jahrhunderts) Obzor Verlag, 1989, ISBN 80-215-0042-5.
- mit anderen: Kniha kráľov (deutsch: Buch der Könige) KLEIO Verlag, 1998, ISBN 80-967862-0-2.
- Diktátor z tábora Columbia: Fulgencio Batista a jeho doba (deutsch: der Diktator aus dem Lager Columbia, Fulgancio Batista und seine Zeit) Stimul Verlag, 2005, ISBN 80-88982-98-7.
- mit anderen: Oldrich Majda (Biografie eines Slowakischen Künstlers) Michal Vaška Verlag, 2008, ISBN 978-80-7165-674-6.
- mit anderen: Encyklopédia Suchohradu -Dimburka (deutsch: Enzyklopädie Suchohrad Dimburg) Gemeindeamt Suchohrad, 2011, ISBN 978-80-970873-1-9.